# Sigrid Brander
Sigrid Eva Helena Brander, senare Schlapkohl, född i Stockholm 13 april 1871, död september 1918, var en svensk konsertvokalist.
Hon var elev till Arlberg och Louise Pyk. Hon var engagerad som konsertsångare. Hennes mest kända roller var Boccaccio, Césarine och Rosina.
1899 gifte hon sig med Louis Schlapkohl, tjänsteman vid Hamburgs stadshamnförvaltning.

## Källhänvisningar
1. 1 2 3 4  Musikverkets auktoritetsdatabas, 6 oktober 2017, läs online, läst: 6 oktober 2017.[källa från Wikidata]
2. ↑  Sigrid Eva Helena Brander i Adolf Lindgren och Nils Personne, Svenskt porträttgalleri (1897), volym XXI. Tonkonstnärer och sceniska artister
3. ↑  Svenska Dagbladet, 12 september 1918
4. ↑  Sigrid Eva Helena Schlapkohl i Albin Hildebrand, Svenskt porträttgalleri (1913), volym XXVI. Register